# Sanniki (gmina)
Sanniki – gmina miejsko-wiejska w Polsce położona w województwie mazowieckim, w powiecie gostynińskim. W latach 1975–1998 gmina administracyjnie należała do województwa płockiego.
Siedziba gminy to Sanniki.
Według danych z 31 grudnia 2012 gminę zamieszkiwało 6350 osób. Natomiast według danych z 31 grudnia 2017 roku gminę zamieszkiwało 6089 osób.
Według danych z 31 grudnia 2019 roku gminę zamieszkiwało 5997 osób.

## Historia
Za czasów Królestwa Polskiego gmina Sanniki należała do powiatu gosty(ni)ńskiego w guberni warszawskiej. 31 maja 1870 do gminy przyłączono pozbawiony praw miejskich Osmolin. 

## Struktura powierzchni
Według danych z roku 2002 gmina Sanniki ma obszar 94,57 km², w tym:
- użytki rolne: 88%
- użytki leśne: 5%

Gmina stanowi 15,36% powierzchni powiatu.

## Demografia

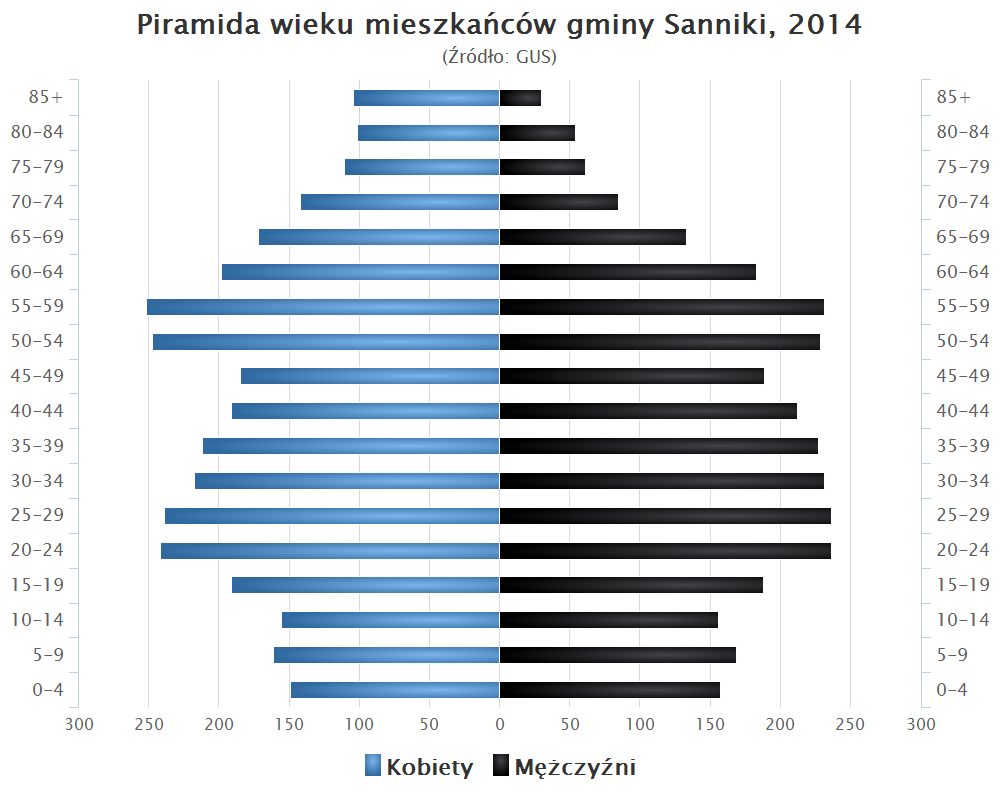
Piramida wieku mieszkańców gminy Sanniki w 2014 roku

Dane z 31 grudnia 2017 roku:
| Opis                              | Ogółem | Ogółem | Kobiety | Kobiety | Mężczyźni | Mężczyźni |
| --------------------------------- | ------ | ------ | ------- | ------- | --------- | --------- |
| jednostka                         | osób   | %      | osób    | %       | osób      | %         |
| populacja                         | 6 089  | 100    | 3 154   | 51,8    | 2 935     | 48,2      |
| gęstość zaludnienia (mieszk./km²) | 65     | 65     | 33      | 33      | 32        | 32        |

## Sołectwa
Aleksandrów, Brzezia, Brzeziny, Czyżew, Działy, Krubin, Lasek, Lubików, Lwówek, Mocarzewo, Nowy Barcik, Osmolin, Osmólsk Górny, Sielce, Staropol, Stary Barcik, Szkarada, Wólka Niska, Wólka Wysoka

## Sąsiednie gminy
Gąbin, Iłów, Kiernozia, Pacyna, Słubice